# جولای نقاب‌دار تانزانیا
جولای نقاب‌دار تانزانیا (نام علمی: Ploceus reichardi) نام یک گونه از سرده جولاها است.